# Jaggle
Jaggle was van 2003 tot 2018 een Nederlands weblog.
Jaggle.nl werd in 2003 opgericht en groeide uit tot een van de grootste weblogs van Nederland. Jaggle verwierf bekendheid met de creditcardfraude op Google en de vroegtijdige verspreiding van Playboyfoto's van Bridget Maasland.
Jaggle werd vanaf 2003 uitgebreid met een gossipweblog, Glizzy.nl en vanaf december 2006 met muziek-/filmweblog Moefz.nl.
In 2018 was Jaggle gereduceerd tot een marginaal blog met een enkele post per 2-3 weken. Sinds april 2018 is de site niet meer online.